# XLミドルトン
XLミドルトン (XL Middleton) という芸名で知られるマシュー・T・ハジンズ（Matthew T. Hudgins、1982年3月1日 - ）は、アメリカ合衆国のモダン・Gファンク系音楽プロデューサー、DJ。彼は、もっぱらのブギやファンクのレコーディングを手がけるレコードレーベル「モーファンク (MoFunk)」の共同創立者、共同所有者のひとりである。

## 経歴
アジア系アメリカ人としてカリフォルニア州パサデナに生まれた。日系とされることもある。
N.W.Aを聞いてラップを始め、2002年には自身のレーベル「Crown City」を立ち上げ、エクストラ・ラージ (Xtra Large) 名義で2003年にアルバム『Matthew Middleton 4 President』でデビュー。
2005年には、フォーサムのアルバム『U Heard of Us』に参加した。
2006年に来日公演をおこない、以降、DS455など日本のヒップホップ・ミュージシャンたちとも共同作業を重ねている。
本来は、パーティー路線の音作りをしていると評されるが、ビッグ・チャイナ・マック (Big China Mack) など別名義では異なる方向性の音作りも手がけている。

## ディスコグラフィ

### おもなスタジオ・アルバム
- Middle Class Blues (2010)[3]
- Tap Water (2015)[5]
- XL Middleton + Eddy Funkster (2016)
- Things Are Happening (2017)
- 2 Minutes Till Midnight (2019)

### おもなシングル
- "Music 4 A Drunken Evening" (2004) with Dazzie Dee
- "One Hit Away" (2009) with Crooked I and BQ
- "Back To L.A." (2014)